# Diego Velázquez de Cuéllar
Ne doit pas être confondu avec Diego Vélasquez.
Pour les articles homonymes, voir Velasquez (homonymie) et Cuéllar (homonymie).
Diego Velázquez de Cuéllar, né en 1465 à Cuéllar (province de Ségovie) et mort le 12 juin 1524 à Santiago de Cuba, est un officier et administrateur espagnol dans le Nouveau Monde, qui a conquis l'île de Cuba et en a été gouverneur de 1511 à sa mort. En tant que premier gouverneur de l'île, il a établi plusieurs municipalités qui restent importantes à ce jour et a positionné Cuba comme un centre de commerce et un point de départ pour des expéditions de conquête vers d'autres régions. Depuis Cuba, il a organisé d'importantes expéditions qui ont conduit à la découverte et à la conquête des Aztèques par les Espagnols.

## Biographie

### Origines familiales et formation
On sait peu de choses sur la jeunesse de Velázquez. Il est né à Cuéllar vers 1465, dans la région de Ségovie en Espagne. Pendant un certain temps, il a fait partie de l'armée espagnole et a servi à Naples. Par la suite, il est retourné en Espagne et a vécu à Séville. En septembre 1493, Velázquez faisait partie des 1 500 hommes qui ont accompagné Christophe Colomb lors de son deuxième voyage vers le Nouveau Monde. Velázquez n'est jamais retourné en Espagne.

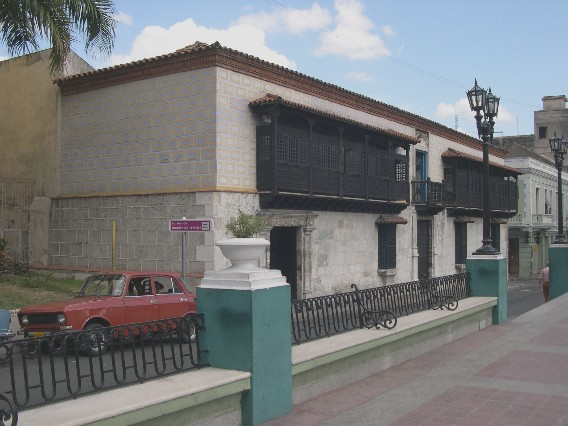
Maison de Diego Velázquez de Cuéllar à Santiago de Cuba

### Débuts
Il accompagne Christophe Colomb dans son deuxième voyage, en 1493.
Il collabore avec Nicolás de Ovando, devenu gouverneur d'Hispaniola en 1502, pour la pacification de l'île et fait massacrer les caciques de Xaragua.
Velázquez s'établit sur l'île d'Hispaniola et survécut aux premières difficultés qui tuèrent de nombreux colons ou les forcèrent à retourner chez eux. Avec le temps, il montra une grande aptitude à gérer les factions politiques de l'île. Il était très estimé par Bartolomé Colomb, le frère cadet de Christophe Colomb et administrateur de l'île de 1493 à 1500. Lorsque Bartolomé quittait l'île pour une longue période, il nommait Velázquez gouverneur par intérim de l'Hispaniola.
Il n'existe aucune trace de Velázquez pendant la brève tenure de Francisco de Bobadilla en tant que gouverneur de l'île, mais lorsque Nicolás de Ovando fut nommé à ce poste en 1501, Velázquez devint rapidement l'un des lieutenants de confiance du gouverneur. En 1503, lorsqu'une révolte taïno éclata dans les provinces occidentales de l'île, Velázquez reçut l'ordre de se rendre à Jaragua où il réprima la rébellion.
Après la révolte, Ovando décida que cinq nouvelles villes devaient être construites dans le territoire rebelle. Velázquez fut envoyé à l'extrémité occidentale de l'île pour établir Salvatierra de la Zabana et peut-être d'autres villes. Velázquez résida à Salvatierra de la Zabana et les cinq nouvelles colonies furent placées sous sa direction. En 1511, Velázquez était l'un des hommes les plus riches d'Hispaniola. Il détenait des encomiendas à Verapaz, Salvatierra de la Zabana et Santiago de Caballeros, où il était associé à un encomendero anonyme dans des entreprises minières.

### La conquête de Cuba et ses suites
En 1511, Diego Colomb, fils du navigateur, devenu gouverneur d'Hispaniola en 1506, le place à la tête d'une expédition pour conquérir et coloniser Cuba.
Après avoir pris le contrôle de l'île, il fonde Baracoa, la plus ancienne ville espagnole de Cuba (1512), puis Santiago, La Havane et Trinidad (1514). Il installe sa résidence de gouverneur à Santiago, qui va rester capitale de l'île jusqu'en 1553, avant La Havane.
Il devient propriétaire de plusieurs grandes exploitations agricoles à Santiago de Cuba et organise l'importation d'esclaves africains noirs.[réf. nécessaire]
Lorsque Diego Colomb devint gouverneur en 1509, le roi Ferdinand lui confia la mission d'explorer, de conquérir et de coloniser l'île voisine de Cuba dans l'espoir de découvrir de nouvelles sources d'or et de main-d'œuvre autochtone. Miguel de Pasamonte, le trésorier du roi dans les Caraïbes, joua un rôle important pour que Colomb choisisse Velázquez pour diriger l'expédition. Velázquez devait financer le projet de son propre chef, et bien que Colomb lui ait assuré que la Couronne le rembourserait plus tard, aucun paiement ne lui fut jamais versé. Il rassembla une petite flotte de quatre navires et trois cents hommes, parmi lesquels se trouvaient plusieurs de ses parents, des encomenderos endettés, ainsi que quelques-uns qui deviendraient célèbres plus tard, comme Hernán Cortés et Pedro de Alvarado.
Velázquez partit pour Cuba en janvier 1511 et débarqua dans un petit port de la province natale de Mayci. Les Espagnols se heurtèrent à une force taïno dirigée par Hatuey, ancien chef d'Hispaniola qui avait fui vers Cuba et aidé les Natives locaux à organiser la résistance à l'invasion. Les Taïnos étaient dépassés par l'armement espagnol et, après deux mois de combats intermittents, ils furent vaincus. Selon Bartolomé de las Casas, qui n'arriva sur l'île que plus tard, Hatuey fut capturé et brûlé vif sur le bûcher.
La première colonie espagnole, Baracoa, fut établie à l'angle nord-est de l'île d'ici août 1511. Elle se composait d'un fort entouré de huttes en chaume et servit de base initiale pour l'occupation espagnole de Cuba. Plus tard dans l'année, Velázquez fut rejoint par Pánfilo de Narváez, qui apporta trente archers espagnols et des auxiliaires natifs de Jamaïque. Velázquez se réjouit de ces renforts et nomma Narváez son second. Plus d'un an fut consacré à la consolidation du contrôle de la province actuelle de l'Orient.
Au début de 1513, Velázquez épousa Maria de Cuéllar dans la nouvelle ville de Baracoa. Elle était la fille du trésorier royal, Cristóbal de Cuéllar, et une ancienne demoiselle d'honneur de Maria de Toledo, l'épouse de Diego Colomb. Maria mourut moins d'une semaine après leur mariage.
Après un démarrage lent, la conquête de Cuba s'accéléra considérablement en 1513 lorsque Velázquez organisa trois expéditions pour explorer l'île et établir une présence espagnole. Narváez mena une force à travers l'intérieur du pays, tandis que Velázquez et un lieutenant progressaient le long des côtes sud et nord, respectivement. Près de la côte sud, Narváez rencontra bientôt une force de 2 500 Taïnos dirigée par leur chef, Caguax. Les Espagnols attaquèrent en premier avant d'être attaqués par les Natives défendant leur terre, battirent Caguax et tuèrent une centaine de Taïnos. Ce fut la dernière résistance significative à laquelle les Espagnols firent face, et après cela, ils progressèrent relativement sans opposition dans leur colonisation et leur quête d'or.
En octobre 1513, Velázquez reçut des lettres du roi qui élargissaient ses pouvoirs à Cuba. Velázquez fut autorisé à attribuer des Indiens aux encomiendas et à établir des villes supplémentaires en fonction de ses découvertes. En particulier, il fut encouragé à créer des établissements sur la côte sud qui soutiendraient le commerce avec la présence espagnole croissante au Panama. D'ici 1514, l'île était largement pacifiée et des gisements importants d'or furent découverts à plusieurs endroits, déclenchant une brève ruée vers l'or qui dura jusqu'à environ 1520. À son apogée, les responsables se plaignaient que la recherche de l'or cubain épuisait la main-d'œuvre de l'Hispaniola.
En plus de Baracoa, Velázquez utilisa son autorité pour établir six autres villes cubaines d'ici 1515. La plupart des nouveaux établissements étaient situés sur la côte, près des gisements d'or et de populations importantes de travailleurs indiens. Bayamo fut fondée en 1513, suivie en 1514 par Trinidad, Sancti Spiritus et La Havane. La Havane, qui allait devenir la ville principale de Cuba, fut initialement fondée sur la côte sud. Camagüey fut établi en 1515. Velázquez ajouta Santiago de Cuba en juillet 1515 et en fit sa résidence ainsi que la nouvelle capitale de l'île.
Velázquez utilisa l'attribution d'encomiendas pour récompenser ses proches et associés, garantissant ainsi une aristocratie insulaire fidèle à lui. D'ici 1522, des encomiendas importantes étaient détenues par ses parents Juan de Grijalva et Manuel de Rojas ; ses proches associés Pánfilo de Narváez, Bachiller de Alonso Parada, et Vasco Porcallo de Figueroa ; ainsi que quatorze autres personnes. En tout, ces encomenderos contrôlaient près de 3 000 travailleurs indiens.
Les nouveaux colonisateurs ne souhaitaient pas être sous l'autorité personnelle de Diego Colomb, aussi Velázquez convoqua un cabildo général (un conseil local de gouvernement) qui fut dûment autorisé à traiter directement avec l'Espagne, retirant ainsi Velázquez et les colonisateurs de l'autorité de Colomb, leur supérieur nominal. Cela établit un précédent qui allait lui causer des ennuis lors des aventures mexicaines.

### Velasquez et la conquête du Mexique
En 1514, Velázquez écrivit au roi au sujet des rumeurs concernant des terres inconnues au nord et à l'ouest de Cuba. Initialement, ces rumeurs n'étaient que le fruit de spéculations sans fondement, et le roi ordonna à Velázquez de rester concentré sur la gouvernance de Cuba, en particulier la production d'or. Cependant, avec l'augmentation de la demande de main-d'œuvre, des expéditions d'esclavage explorèrent la région à la recherche de natifs susceptibles de travailler dans les ranchs et les mines d'or de Cuba. L'intérêt pour l'exploration et la conquête se renforça en 1516 lorsqu'un navire négrier revint avec 20 000 pesos d'or saisi aux natifs vivant sur les Guanajes, une série de petites îles au large de la côte de l'Amérique centrale.
Velázquez charge rapidement Francisco Hernández de Córdoba de mener une expédition qui part en février 1517, avec pour instructions d'explorer certaines îles voisines. Ils atteignirent bientôt les côtes de ce qu'ils croyaient d'abord être une grande île, marquant ainsi la découverte espagnole de la péninsule du Yucatán. Les premières rencontres avec les Mayas vivant le long de la côte se transformèrent en conflits armés ; 25 Espagnols furent tués et de nombreux autres blessés, dont Córdoba lui-même. À son retour à Cuba, Córdoba informa Velázquez que les Mayas manifestaient une sophistication jamais vue auparavant dans la région, comprenant des bâtiments en pierre et mortier, des vêtements en tissus tissés et des décorations en or et en argent.
Velázquez organisa une autre expéditions, espérant commercer avec les Mayas pour obtenir de l'or, "car il devait y en avoir en grande quantité." Il confia le commandement de quatre navires à son neveu, Juan de Grijalva, qui quitta Cuba en janvier 1518. Grijalva longea la côte du Yucatán, puis se dirigea vers le nord en suivant la côte mexicaine, explorant et commerçant avec les natifs à chaque occasion. Lors de son retour en octobre, il rapporta un bénéfice de 20 000 couronnes, mais Velázquez se fâcha contre son neveu, estimant que les retours ne justifiaient ni le temps ni les efforts investis.
Avant même que Grijalva ne revienne, Velázquez préparait déjà une autre expédition, plus grande, vers le Yucatán. Il envoya un représentant en Espagne pour demander l'autorisation de commercer ou de conquérir les nouvelles terres et obtint le titre d'adelantado du Yucatán ainsi que de toutes les terres qu'il pourrait découvrir. Velázquez était indécis quant à la personne qui devrait diriger cette dernière expédition et, après une certaine hésitation, choisit Hernán Cortés. Leur relation avait été tumultueuse. Cortés avait servi comme secrétaire privé du gouverneur lors de la première conquête, mais il avait ensuite été impliqué dans un complot pour renverser Velázquez. Le coup d'État avorté faillit coûter la vie à Cortés, mais Velázquez le pardonna et lui attribua l'une des premières encomiendas à Cuba.
Cortés accepta volontiers la commission et commença rapidement à organiser une flotte et à recruter des volontaires. Le gouverneur regretta rapidement son choix lorsque des amis et alliés lui firent part de leurs inquiétudes, lui signalant que son ancien secrétaire ne pouvait pas être de confiance et qu'il risquait de trahir sa loyauté. En réponse, Velázquez nomma Vasco Porcallo pour remplacer Cortés, mais lorsque des messages furent envoyés pour ordonner à Cortés de rendre le commandement, ce dernier refusa et réussit même à recruter un des messagers pour sa cause. Malgré d'autres demandes et ordres insistants, Cortés refusa de céder son commandement. En février 1519, il quitta La Havane pour le Mexique avec dix navires et environ 500 hommes de combat, se déclarant ainsi libre de l'autorité de Velázquez.
En août 1519, Velázquez reçut la nouvelle que Cortés avait envoyé un navire en Espagne, portant un trésor aztèque et une demande pour être reconnu comme le véritable chef du nouveau territoire. Velázquez envoya précipitamment un émissaire en Espagne, contestant l'autorité de Cortés et réaffirmant la sienne. La Couronne accepta d'entendre le différend, mais reporta la décision de deux ans, peut-être dans l'attente de voir comment le conflit se résoudrait sur le terrain.
Velázquez était déterminé à éliminer Cortés par la force si nécessaire. Au début de 1520, il organisa une armada d'environ 1 000 hommes de combat et 18 navires équipés à la fois d'artillerie légère et lourde. Pánfilo de Narváez fut choisi pour mener la force, avec pour mission d'arrêter Cortés et de prendre le contrôle du gouvernement du nouveau territoire au nom de Velázquez. Cependant, Narváez fut facilement défait, et Cortés réussit à convaincre la plupart des membres de la force de changer de camp et de se joindre à son invasion de l'empire aztèque. Cette aventure ratée fut un désastre pour Velázquez ; il perdit une fortune considérable investie dans la flotte et laissa Cuba sérieusement dépeuplée et vulnérable à une révolte des natifs.

### Fin de vie
Velázquez passa les dernières années de sa vie à défendre sa gouvernance à Cuba et à poursuivre son conflit avec Cortés. Diego Colón, peut-être conscient de la vulnérabilité politique de Velázquez, envoya Alonso Zuazo à Cuba en janvier 1521 pour remplacer le gouverneur et mener sa residencia (enquête administrative). Cependant, Colón lui-même traversait des difficultés politiques et était sous enquête par la Couronne. Finalement, en juillet 1523, Colón fut rappelé en Espagne et Velázquez retrouva pleinement son poste.
En 1522, Charles Quint reconnut officiellement Cortés comme gouverneur de la Nouvelle-Espagne, mettant ainsi fin aux revendications de Velázquez sur le territoire nouvellement conquis. En 1523, Cortés nomma Cristóbal de Olid à la tête d'une expédition pour conquérir le Honduras. Lors d'un ravitaillement à La Havane, Olid complota avec Velázquez et ils convinrent qu'Olid renoncerait à Cortés et prendrait le Honduras au nom de Velázquez. Lorsque Cortés apprit ce complot, il adressa une lettre de protestation au roi, puis envoya ses agents au Honduras où ils finirent par tuer Olid.
La santé de Velázquez commença à se détériorer à l'été 1523 ; un an plus tard, il mourut le 11 ou 12 juin 1524. À sa demande, il fut enterré sous les marches de l'autel de la nouvelle cathédrale de Santiago. Son proche associé, Gonzalo de Guzmán, fut le principal héritier de son héritage et servirait plus tard deux mandats en tant que gouverneur. Même avant sa mort, des plans étaient en cours pour remplacer Velázquez. En mai 1524, Charles Ier désigna Juan Altamirano pour mener une residencia et devenir le nouveau gouverneur de Cuba.
Au moment de sa mort à l'âge de 59 ans, Velázquez était « le plus riche Espagnol des Amériques », malgré les pertes financières subies lors des expéditions de Francisco Hernández de Córdoba et de Hernán Cortés. Il avait mené à bien la conquête et la colonisation réussies de Cuba, fondé des villes qui restent importantes aujourd'hui, rendu Cuba économiquement prospère, et l'avait positionné comme un centre commercial et un point de départ pour des expéditions de conquête ailleurs.